# Capitaine Crochet
Pour les articles homonymes, voir crochet.
 (août 2025).
Si vous disposez d'ouvrages ou d'articles de référence ou si vous connaissez des sites web de qualité traitant du thème abordé ici, merci de compléter l'article en donnant les références utiles à sa vérifiabilité et en les liant à la section « Notes et références ».
Le capitaine Crochet est un personnage de fiction de la pièce de théâtre (1904) et du roman (1911) Peter Pan de J. M. Barrie.

## Analyse du personnage
Le captain James Hook (« Crochet ») est certainement, dans l'œuvre de Barrie, l’un des personnages qui a la psychologie la plus développée.
Physiquement d’abord, ce chef pirate est la parfaite incarnation du mal : il porte un fume-cigare bifide (fume-cigarette dans le dessin animé de Disney), un épais chapeau à plume et arbore à la place de sa mian droite amputée son célèbre crochet, symbole parfait de sa personnalité froide, dure et tranchante, et peut-être même déjà une image de la mort. Il s’habille en outre à la mode Charles II, anachronisme qui accroît encore sa prestance superbe et terrible. Il est également précédé par sa réputation, forgée à coups de crochet sur les carcasses des plus grands pirates à avoir écumé les sept mers. Sa cruauté, même à l’égard de ses alliés, est légendaire, et il n’hésite pas à exécuter lui-même ses hommes à la moindre « faute de bon ton ». Il a de longs cheveux noirs bouclés et des yeux d'un bleu myosotis.
Le capitaine est ainsi un homme de goût, presque un dandy : outre ses habits extravagants mais élégants et choisis avec soin, il cultive une véritable religion du « savoir-vivre » (parfois également « bonne et due forme » ou « bon ton » selon les traductions). Sa personnalité tranche net avec les extravagances des Enfants perdus : il représente ainsi l’adulte par excellence, qui veut tout dominer, tout rationaliser et laisser le moins de place possible à l’imagination et à tout ce qui a trait à l’enfance ou à la nature.
D’un point de vue symbolique, Crochet est en effet l’adulte type, en opposition complète à Peter. Ayant accepté de vieillir (ce qui est pour Peter une perversion), il est mortel, se sait mortel et en est terrifié : la seule chose qui lui fasse peur est la vue de son propre sang, « d'une couleur insolite ». Ainsi, il est sans cesse poursuivi par le crocodile géant au tic-tac inquiétant et obsédant, symbole même de la mort et du temps qui dévore tout : Crochet ayant atteint l’âge mûr, il a déjà été grignoté par le temps, ce que symbolise son bras droit mangé par le crocodile. Son espérance de vie est chronométrée : il sait que le jour où le réveil providentiel s’arrêtera, il n’entendra plus le crocodile s’approcher et ne pourra donc plus lui échapper. La phobie des horloges du Hook de Spielberg est ici très fidèle à l’esprit de Barrie. D’ailleurs, c’est bien le jour de l’arrêt du réveil que le Capitaine trouve la mort, mais dans des circonstances inattendues : Peter prend le relais du crocodile en se mettant à imiter son tic-tac, apparemment sans s’en rendre compte, et en incarnant le temps qui tue le vieil homme.
Le capitaine Crochet emprunte son prénom à l'auteur lui-même, James M. Barrie. Remarquons que, dans les versions françaises du roman, son prénom est parfois traduit par Jacques (James en anglais) ou Jack (bien que, dans la version française du dessin animé de Walt Disney Peter Pan 2, soit conservé le prénom James).
Dans la série Once Upon a Time, son nom complet est Kilian Jones. Il évolue au fil des saisons pour finalement devenir un héros au grand cœur, charmeur grâce à son amour pour la fille du Prince Charmant et de Blanche-Neige.

## Dans les autres œuvres
Les Terribles Aventures du futur capitaine Crochet, roman de James V. Hart publié en France en 2006, propose une origine possible du personnage de J. M. Barrie.
On nous apprend l'adolescence de ce méchant, James Matthew B., fils de Lord B. et d'une mère inconnue, neveu de Tante Émilie. Envoyé à Eton, école britannique prestigieuse, où il se fait son premier grand ennemi dès la première journée, qui se trouve être Arthur L. Sherry (Arthur Darling, sans rapport avec la famille de Wendy, Jean et Michel), et se fait punir. Mais il se fait aussi un ami, Roger Davies, surnommé Roger l'Enjoué (Jolly Roger), ce qui sera également le nom de son bateau plus tard. Il apprivoise une araignée venimeuse, qu'il nomme Electra, qui possède un crochet jaune sur le dos. On apprend aussi que son sang est jaune lors de sa première punition, où il se fait fouetter jusqu'au sang. Il ne crie pas, ne pleure pas, ne gémit pas grâce à une méthode efficace pour contrer cette douleur : penser à la façon dont chacun d'eux vont mourir. Il a eu différents surnoms : Mutant, Bâtard et Roi Jas (en référence au roi Charles II). On y apprend aussi qu'il rêve de découvrir une île où le temps est figé, où il y a des sirènes : le pays de Nulle Part, Neverland.
Un jour, lors d'un match du jeu du mur, célèbre jeu spécifique à Eton, il rencontre une sultane de l'empire Ottoman, Ananova, qu'il désire comme elle le désire. Il gagne également la partie, chose qui ne s'était pas produite depuis environ 100 ans. Lors du départ de la sultane, il se cache avec Roger dans deux de ses valises et ils entreprennent d'attaquer le bateau pour en libérer Ananova, puis pour s'évader avec elle, mais ils se font arrêter au bord d'un quai beaucoup plus loin. Ils sont alors renvoyés d'Eton et Ananova est forcée de repartir dans son pays.
James est forcé de partir sur le Sorcière des mers (Sea Witch), le bateau de son père. Mais la nuit précédant son départ il affrontera son ennemi Sherry, qu'il mettra dans une guillotine et torturera psychologiquement. Puis, afin d'effacer toute trace de son passage à Eton, il brûle le bâtiment contenant les registres et laisse croire qu'il est mort dans cet incendie. Il abandonne aussi son araignée Electra. Arrivé sur le Sorcière des mers, il rencontre Mouche (Smee), puis le Capitaine Creech et M. Blood, second de ce dernier, qui possède un crochet à la place de la main, et découvre que son ami Roger l'Enjoué s'est embarqué aussi sur le bateau pour rester avec son roi.
Plus tard, pendant son voyage, il découvre l'Afrique, le continent noir, et apprend que le bateau de son père est un négrier où l'on transporte des esclaves noirs jusqu'en Amérique. Répugné par cette découverte, il se révolte contre le capitaine et M. Blood. Il est enfermé avec les ennemis. Il s'y fait un ami, puis tous se révoltent. Roger libère son roi et d'autres prisonniers, puis un terrible combat s'engage entre James et M. Blood. Le capitaine Creech est découvert mort d'une morsure de la mortelle Electra, passagère clandestine, et tous les esclaves sont libérés. James tue M. Blood avec le crochet qui lui servait de main, lui arrache celui-ci et le garde pour lui, d'où son nouveau nom de Capitaine James Crochet.
Dans son Peter Pan, l'auteur de bande dessinée Régis Loisel propose également une autre origine à Crochet, ainsi qu'aux autres habitants du Pays imaginaire. Crochet serait alors le père biologique de Peter.

## Les différentes adaptations
- Il apparaît dans le film de Walt Disney Peter Pan (1953).
- Dans Hook (1991), film réalisé par Steven Spielberg, il est incarné par Dustin Hoffman.
- Dans Peter Pan (2003), film réalisé par Paul John Hogan, il est incarné par Jason Isaacs.
- Dans la série Once Upon a Time (créée par Adam Horowitz et Edward Kitsis en 2011), il est incarné par Colin O'Donoghue.
- Dans Pan (2015), film réalisé par Joe Wright, Garrett Hedlund joue un James Crochet jeune.
- Dans Peter Pan et Wendy (2023) de David Lowery, c'est Jude Law qui l'incarne.
- Dans la saga parodique Shrek, c'est un capitaine Crochet devenu pianiste qui apparait, interprété par Tom Waits dans Shrek 2, puis par Ian McShane dans Shrek le troisième quand celui-ci reprend son rôle de méchant lors du coup d'état du prince Charmant.